# Partido Unitario

Bandera de los exiliados unitarios en Montevideo (a favor del llamado «Gobierno de la Defensa»), usada como bandera mercante en buques hasta 1852.

El Partido Unitario fue un partido político argentino de tendencia liberal, que sostenía la necesidad de un gobierno centralizado en las Provincias Unidas del Río de la Plata, llamadas Provincias Unidas en Sud-América en la Declaración de la Independencia, que se convirtieron en la República Argentina en el siglo XIX.

## Ideología

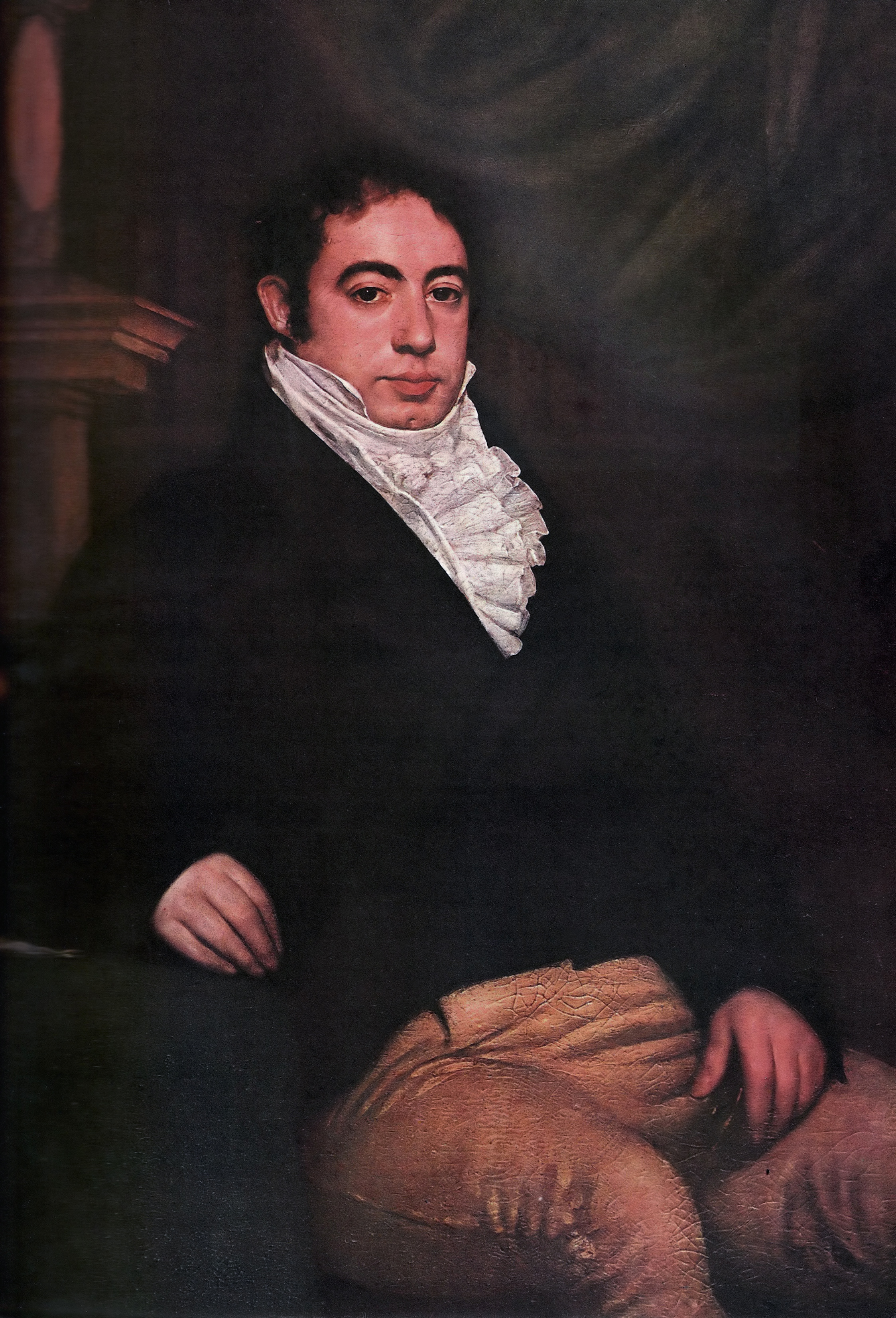
Bernardino Rivadavia, presidente de Argentina y promotor de la ideología unitaria.

El unitarismo derivaba del centralismo de tiempos de la independencia y del modelo de estado centralizado que ofrecía la Francia napoleónica, y consideraba que la Nación preexistía a las provincias, y que estas eran simples divisiones internas con escasa autonomía.
Los unitarios fueron un grupo integrado en su mayoría por la elite de Buenos Aires y de las ciudades que eran capitales provinciales: miembros de la clase alta, intelectuales, militares, etc. Esta clase no tenía adhesión entre la población rural, que era más sensible a la prédica política de los caudillos.
El unitarismo se perfiló como partido durante los trabajos del Congreso Constituyente de 1824, en el que representantes de todas las provincias buscaban organizar un gobierno nacional. Los unitarios buscaban que Buenos Aires fuera la cabeza y capital del país, por ser esta la ciudad que contaba con mayores recursos económicos y la más preparada para las funciones de gobierno, ya que había heredado el aparato administrativo colonial del antiguo virreinato. Para los unitarios lo más lógico era establecer en Buenos Aires un gobierno nacional que tomara las decisiones, subordinando a los gobiernos provinciales. El nombre «unitarios» proviene de la fórmula «en unidad de régimen», escrita en la Constitución de 1826, y que resume su postulado fundamental. Esto colocaba al Partido Unitario en conflicto directo con los defensores del federalismo.

Bandera argentina de los exiliados unitarios en Montevideo, usada como bandera de guerra en buques, hasta 1852.

En el aspecto económico, los unitarios defendían el liberalismo y el libre comercio. Querían modernizar el sistema financiero mediante la creación de un banco emisor de papel moneda y la contratación de empréstitos para la ejecución de obras,[cita requerida] y proponían que el gobierno nacional dispusiera de todos los recursos económicos, incluso quitándolos a las provincias. Por ejemplo, durante la presidencia de Rivadavia, fueron abolidas las aduanas interprovinciales y fueron nacionalizados los yacimientos minerales, con lo cual las provincias se vieron privadas de estas fuentes de ingresos.
El ideal de los unitarios era impulsar el progreso del país sin tomar en cuenta las tendencias tradicionalistas y conservadoras, por lo cual encontraron fuerte oposición entre el clero, los caudillos y la mayoría de los gobernadores provinciales, que vieron amenazada su influencia política. Estos sectores dirigieron el descontento de la población rural contra las reformas propuestas por los unitarios, quienes a su vez no supieron captar al llamado «bajo pueblo». La disputa por el poder entre unitarios y federales tuvo que zanjarse por la fuerza de las armas en varias luchas regionales y finalmente en la guerra de 1828-31.

## Historia

### Antecedentes
Desaparecida la autoridad colonial española luego de la Revolución de Mayo (1810), se formó en el antiguo Virreinato del Río de la Plata un gobierno centralizado en Buenos Aires. Este gobierno nacional entró en conflicto[¿cuándo?] con las tendencias federalizantes de la Liga de los Pueblos Libres comandada por José Gervasio Artigas y los caudillos regionales que eran sus aliados. En 1820, Artigas y sus aliados derrotaron al gobierno nacional encabezado por el Director Supremo José Rondeau. Con este hecho, las antiguas gobernaciones intendentes de la época virreinal asumieron su autonomía, organizándose trece provincias. Buenos Aires, la provincia de mayores recursos, prosperó rápidamente, al no tener que sostener con sus recursos un gobierno nacional. Mientras, en las provincias creció la presión para organizar un nuevo gobierno nacional de signo federal, que respetara las autonomías provinciales.

### En el Gobierno
En 1824, las trece provincias enviaron diputados a un Congreso Nacional, el cual decidió crear un Poder Ejecutivo de figura presidencial. Fue elegido Bernardino Rivadavia, figura representativa del partido unitario, quien había desempeñado una progresista labor en la provincia de Buenos Aires. Rivadavia y sus compañeros de ideología intentaron imponer la forma unitaria, y lograron que el Congreso redactara una Constitución que imponía restricciones a la autonomía de las provincias. La llamada Constitución Unitaria de 1826 fue rechazada por los gobernadores provinciales, iniciándose una crisis, la cual a su vez que se vio agravada por la declaración de guerra del Emperador de Brasil a raíz de la cuestión de la Banda Oriental.
La Guerra con el Brasil motivó la creación de un ejército nacional al que las provincias se negaron a contribuir, en especial luego de que el general Lamadrid utilizara algunos contingentes del mismo para derrocar al Gobierno de la provincia de Tucumán.[¿cuándo?] Este hecho y otras medidas, entre ellas la capitalización de Buenos Aires, aumentaron el descrédito de Rivadavia. Finalmente Rivadavia se vio obligado a renunciar luego que su emisario Manuel José García firmara una paz desventajosa con Brasil. Nuevamente las provincias se declararon autónomas, asumiendo Manuel Dorrego como gobernador de la provincia de Buenos Aires en 1827.

### La Guerra Civil de 1828-1831

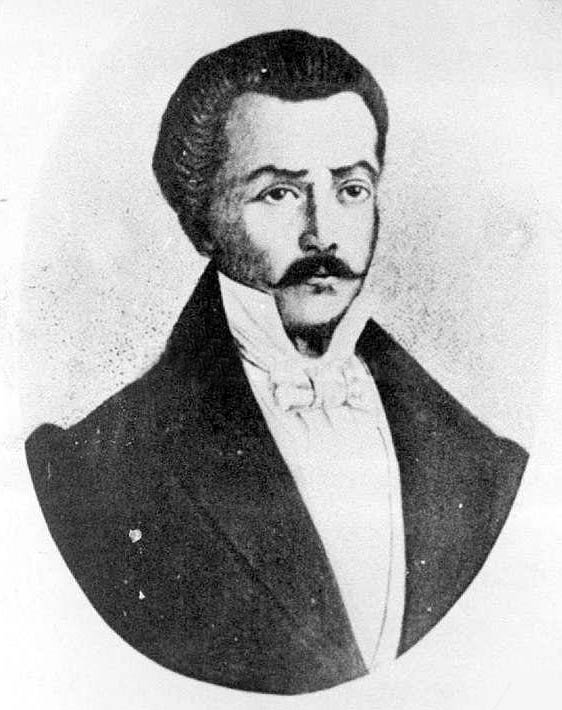
Francisco Narciso de Laprida, presidente del Congreso que declaró la Independencia en 1816. Años después adhirió al Partido Unitario, lo cual le costó la vida.

Dorrego, encargado de las relaciones exteriores de todas las provincias argentinas, se vio impedido de continuar la guerra con Brasil y firmó una paz que aceptaba la independencia de la Banda Oriental. Las máximas figuras del partido unitario aprovecharon el descontento de los jefes militares con esta paz y provocaron una revolución en diciembre de 1828, que provocó la derrota y fusilamiento del gobernador Dorrego. El general Lavalle, proclamado gobernador de Buenos Aires tras una elección muy irregular, debió enfrentar el acoso de milicias provinciales del bando federal. Otras tropas nacionales sublevadas, comandadas por el general José María Paz, dominaron la provincia de Córdoba, mientras otras provincias del norte se proclamaban a favor del bando unitario: entre todas formaron una liga, llamada Liga del Interior, que se enfrentó a las provincias dominadas por el Partido Federal.
La guerra entre federales y unitarios concluyó en 1831 con la derrota de estos últimos. El comandante de milicias de Buenos Aires, Juan Manuel de Rosas, fue elegido gobernador y las provincias quedaron nuevamente en uso de sus autonomías.

### Ocaso del Partido Unitario
El gobernador federal de Buenos Aires, Juan Manuel de Rosas, asumió la «suma del poder público» en 1835. Comenzó entonces el ocaso del partido unitario, ya que sus principales figuras emigraron a los países vecinos, desde los cuales conspiraban permanentemente. Aunque las provincias eran autónomas, estaban en inferioridad frente a Buenos Aires, la cual tenía mayores recursos. Gracias a eso, Rosas logró imponer gobernadores que le fueron adictos y reprimió las disidencias políticas. A los unitarios emigrados se sumaron en el exilio los federales opositores a Rosas y luego los jóvenes de la llamada Generación del 37. Todos ellos tenían en común su oposición a Rosas, y conspiraron en las guerras civiles que intermitentemente marcaron la primera mitad del siglo XIX en la Argentina.
Rosas unificó de hecho a las trece provincias, que formaron la Confederación Argentina de la cual él era jefe, aunque su cargo nominal era el de gobernador de Buenos Aires. Para mantener esa unidad reprimía las disidencias políticas y acusaba a todos los opositores de ser «unitarios», simplificando al máximo las diferencias que existían entre sus contrarios.
Con el tiempo las viejas personalidades del partido unitario perdieron su influencia, ya que el exilio les quitaba toda participación política. Los jóvenes del 37 tampoco simpatizaban con ellos, pues los consideraban representantes de una simple facción cuya etapa estaba superada. Las rebeliones y guerras que se sucedieron en el seno de la Confederación no se inspiraban en las ideas unitarias, sino que se hallaban impulsadas por el antirrosismo y por el deseo de crear un Estado nacional de bases federales, que permitiera compartir los superiores recursos de Buenos Aires con las provincias y respetara las autonomías provinciales. Estos ideales habían sido proclamados en el Pacto Federal de 1831 tras la derrota de las fuerzas unitarias, pero para Rosas la Confederación Argentina era un sistema político adecuado que                         no debía modificarse.
Finalmente el gobernador de Entre Ríos, Justo José de Urquiza, se declaró contra Rosas y abolió el lema «Mueran los salvajes unitarios» (impuesto por Rosas) reemplazándolo por el de «Mueran los enemigos de la organización nacional». A él se aliaron los viejos políticos unitarios, el Brasil, los colorados de Uruguay y con tropas coaligadas vencieron a los porteños de Juan Manuel de Rosas en la batalla de Caseros, unos pocos kilómetros al oeste de Buenos Aires, el 3 de febrero de 1852. En esa batalla, Rosas abandonó el combate y, después de buscar refugio en casa del cónsul británico, partió hacia su exilio en Inglaterra.
Después de la derrota de Rosas, un Congreso de todas las provincias reunido en 1853 redactó una Constitución Nacional, que proclamaba a la Argentina como una República Federal.

## Emblemática
Así como el Partido Federal poseía sus emblemas, los unitarios poseían los suyos: en las banderas, escarapelas y escudos usaban un color celeste muy claro junto con el blanco (llamado «cándido» por quienes hacían poesía de tipo parnasiana entre los unitarios) y tenían proscrito el color rojo (la única excepción estaba en el gorro frigio del escudo); el color rojo solía ser llamado colorado o punzó. Pese a este repudio al rojo, los unitarios hicieron alianza con los «colorados» del Estado Oriental del Uruguay. Otro color que era emblemático de los unitarios era el verde. Las signaturas unitarias llegaban incluso al corte de la barba: o se rasuraban la barba dejándose unas pequeñas patillas, o se dejaban la barba en forma de U sin usar bigotes.